# Завади (Ласький повіт)
Завади (пол. Zawady) — село в Польщі, у гміні Відава Ласького повіту Лодзинського воєводства.
Населення — 208 осіб (2011).
У 1975-1998 роках село належало до Серадзького воєводства.

## Демографія
Демографічна структура станом на 31 березня 2011 року:
|          | Загалом | Допрацездатний вік | Працездатний вік | Постпрацездатний вік |
| -------- | ------- | ------------------ | ---------------- | -------------------- |
| Чоловіки | 105     | 21                 | 71               | 13                   |
| Жінки    | 103     | 15                 | 54               | 34                   |
| Разом    | 208     | 36                 | 125              | 47                   |